# 苏州戏曲博物馆
苏州戏曲博物馆，又称中国昆曲博物馆（英語：The China Kunqu Museum，简称昆博），位于江苏省苏州市姑苏区中张家巷14号全晋会馆内。是中国第一座也是目前唯一一座以昆曲为主题的公办专业性博物馆。现为国家二级博物馆。

## 历史
1921年，由苏沪两地昆曲名家联合创办的昆剧传习所在苏州桃花坞成立。因当时昆曲日渐式微，传习所旨在推广传承昆曲，招收少儿教习昆曲，由此培养了一批“传”字辈的昆曲名家，带动昆曲行业在民国年间得到了较好的发展。
1981年，中华人民共和国文化部、中国戏剧家协会及江浙沪各相关单位联合举行昆剧传习所成立60周年纪念活动，会上成立了苏州昆剧历史陈列馆。1982年秋，对全晋会馆进行整修，在苏州昆剧历史陈列馆的基础上筹建苏州戏曲博物馆。1986年10月正式开馆，设有昆剧、苏剧、评弹等专题陈列室，馆藏有明清剧本、演出行头、名家遗物等。
2001年，昆曲被联合国教育、科学及文化组织列入首批“人类口述和非物质遗产代表作名录”。藉此时机相关部门在苏州戏曲博物馆的基础上筹建中国昆曲博物馆。昆曲博物馆以抢救、保护、传承、弘扬昆曲文化为宗旨，2003年建成。同年，苏州戏曲博物馆增设两块馆牌，分别为中国昆曲博物馆和苏州评弹博物馆。
2014年，中国大运河被列入世界遗产名录，全晋会馆作为大运河苏州段的重要古迹之一，入选为遗产点。由此，昆博成为了“双遗产”博物馆。同年昆博开始整治提升工程，扩大展出面积、增加游览活动，历时一年余完工。

## 馆舍馆藏

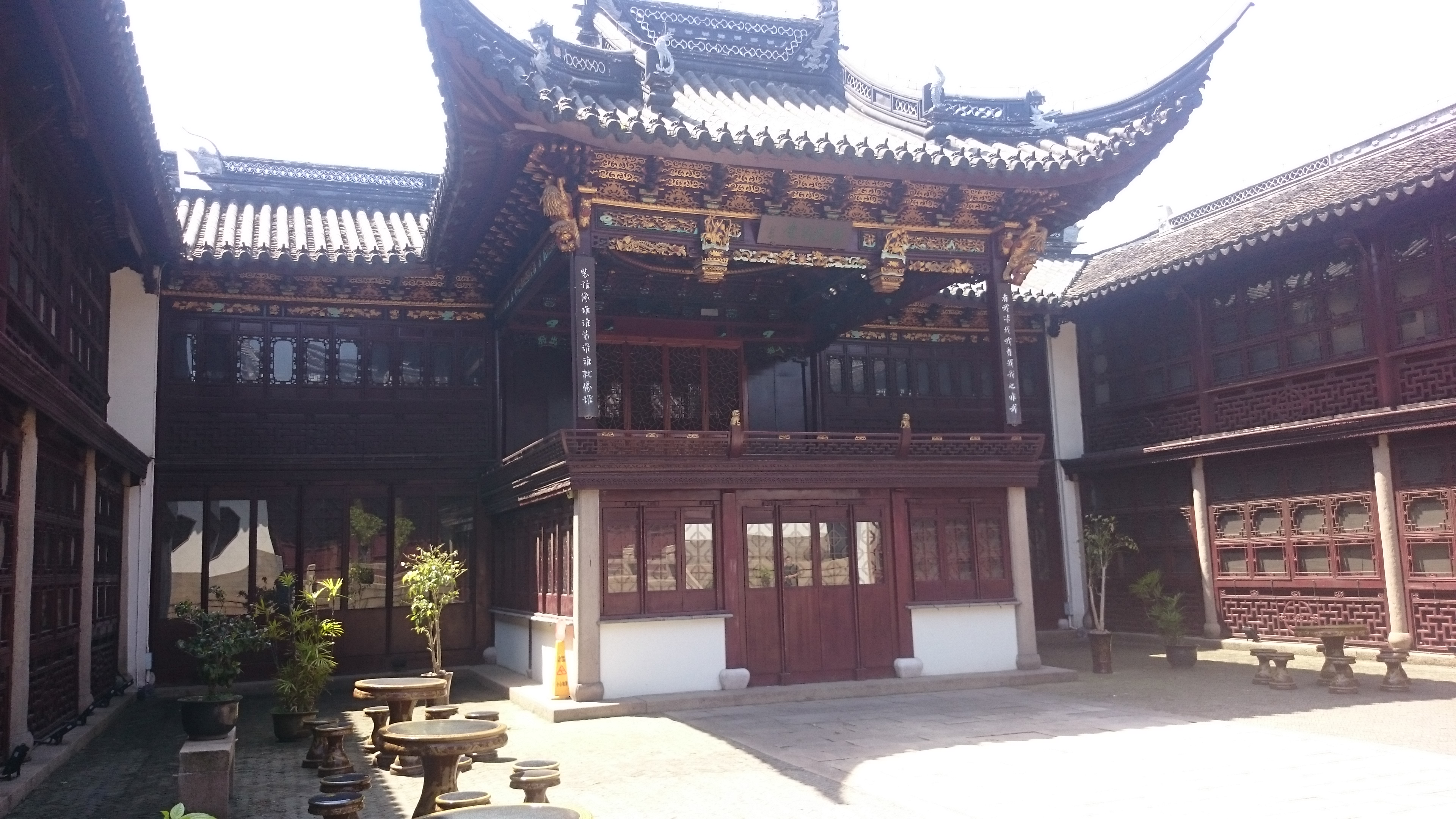
古戏台

苏州戏曲博物馆的馆舍全晋会馆始建于清乾隆三十六年（1765年），由晉商集资兴建于山塘街。咸丰十年（1860年）被太平军所毁，光绪五年（1879年）在中张家巷现址重建。会馆总占地6000余平方米，三路四进，中路戏楼设有二层戏台。1958年至1984年先后被工厂、学校、民居等占用，各建筑皆破败不堪，正殿1976年遭火灾焚毁。1983年起开展整修工作，同时创办苏州戏曲博物馆，1986年完工对外开放。全晋会馆于1963、1982、2006年先后被列为市级、省级、全国重点文物保护单位。
中国昆曲博物馆挂牌后，使用占地3600平方米，陈列面积2005平方米，馆藏昆曲相关服饰、器具、文史等计3000余件。

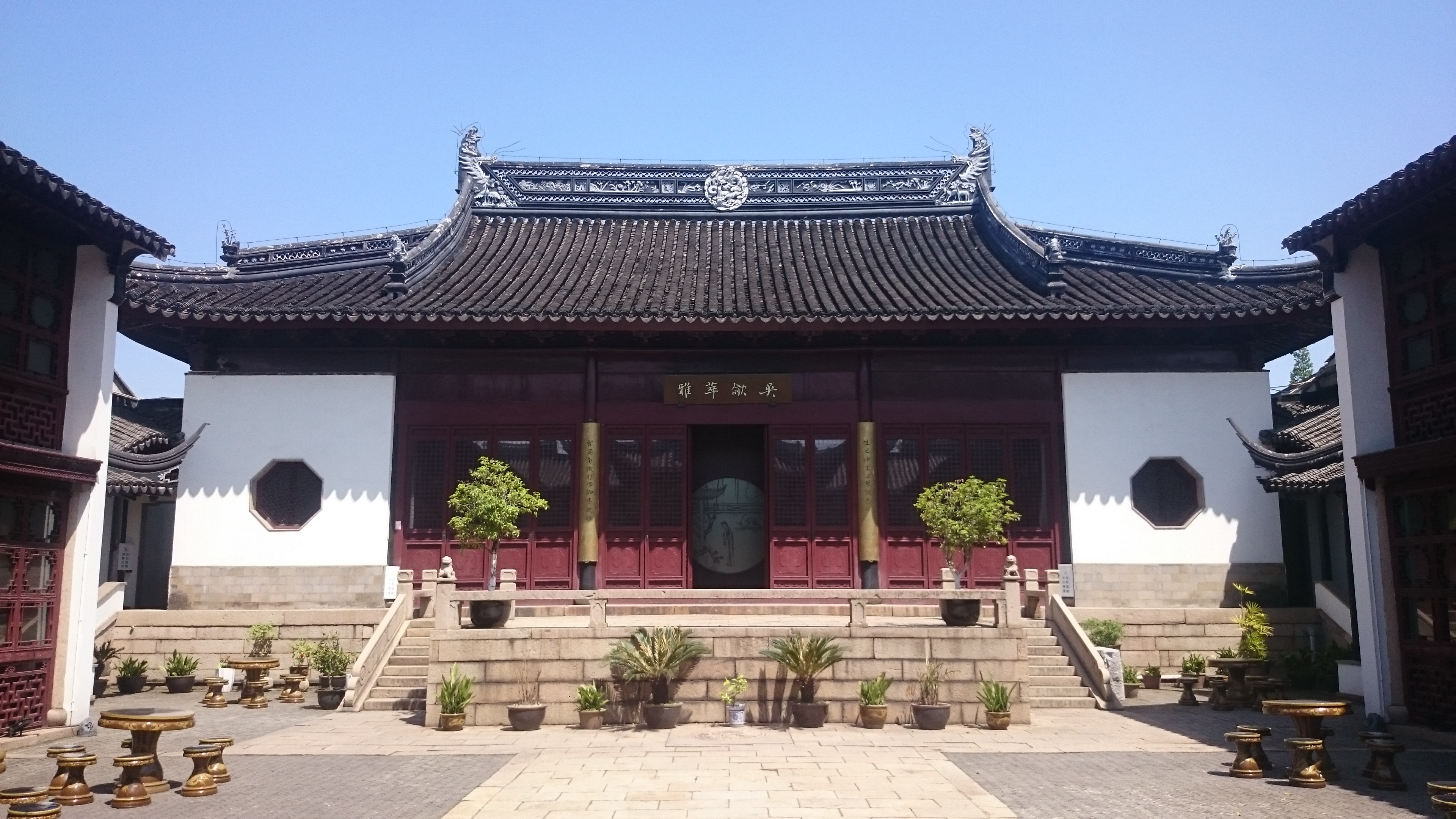
正殿

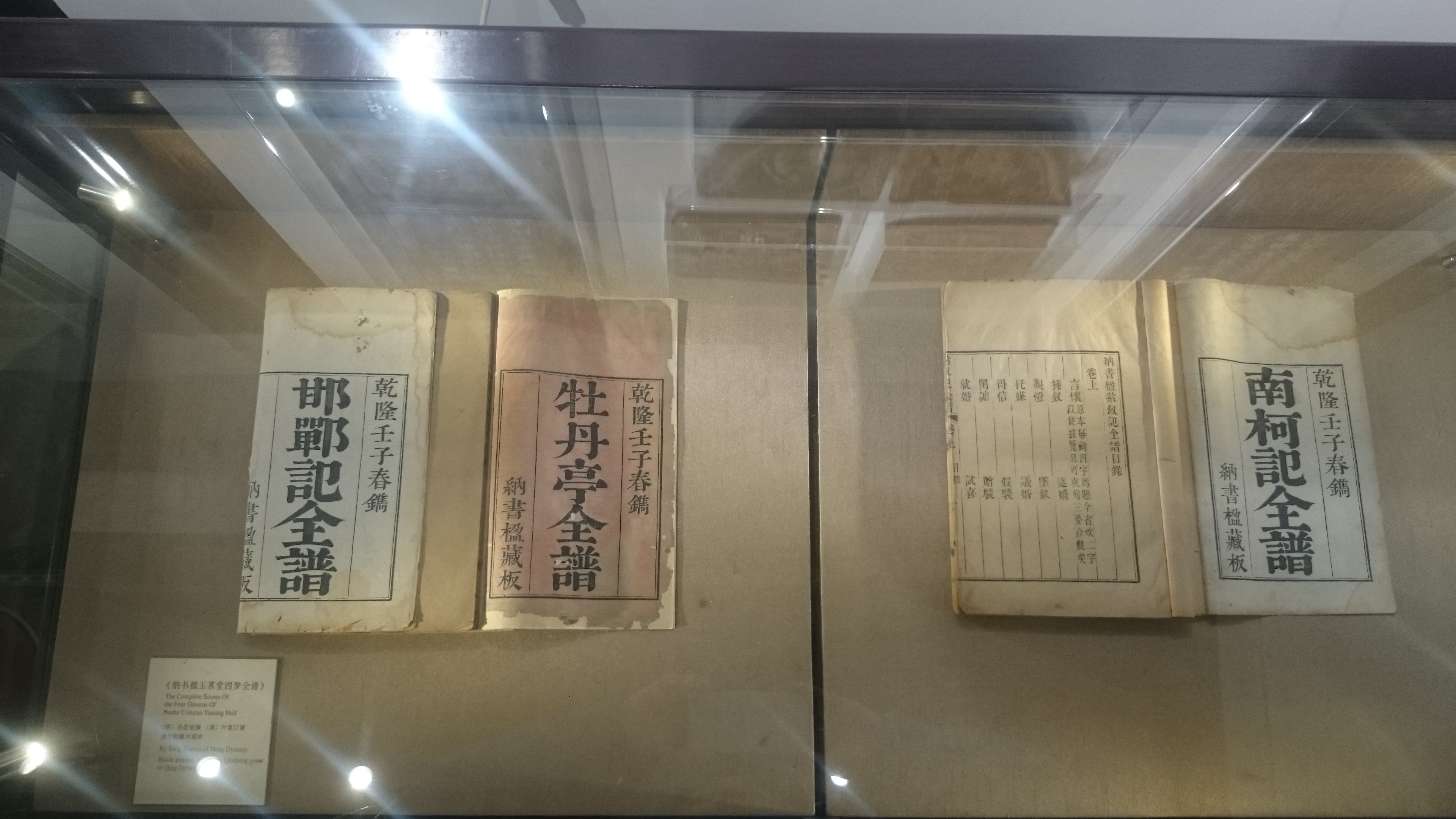
馆藏 明 汤显祖撰 清 叶堂订《纳书楹玉茗堂四梦全谱》（清乾隆木刻本）

馆内戏楼及两廊分别展示了昆曲的发源、晚清民国时期以及新中国成立后的昆曲历史及发展情况。展品包括各时代的剧本手稿、文献资料等，其中包括由明代汤显祖所著“玉茗堂四梦”（清乾隆木刻本）以及清代葉堂的《纳书楹曲谱》等。戏楼正中竖有明代戏曲家魏良辅的造像。戏楼背面即为二层古戏台，戏台高3米，额枋雕饰龙凤及戏文图案，金碧辉煌，穹顶雕有324只蝙蝠，为苏州现存最为精致的古戏台。正殿内另有设立一个戏台，每周均安排有昆曲表演。正殿两侧展示昆曲表演用服装和乐器。西路楠木厅内藏有昆博的镇馆之宝“宝和堂”堂名灯担，为清末所制，用数百块紫檀木及黄杨木构件拼搭而成，镶嵌象牙、珊瑚、宝石，属国家二级文物，也是全国仅存的一件堂名灯担。此外昆博内还设有视听欣赏室、教育活动室、高马得昆曲戏画艺术馆、百花书局等。

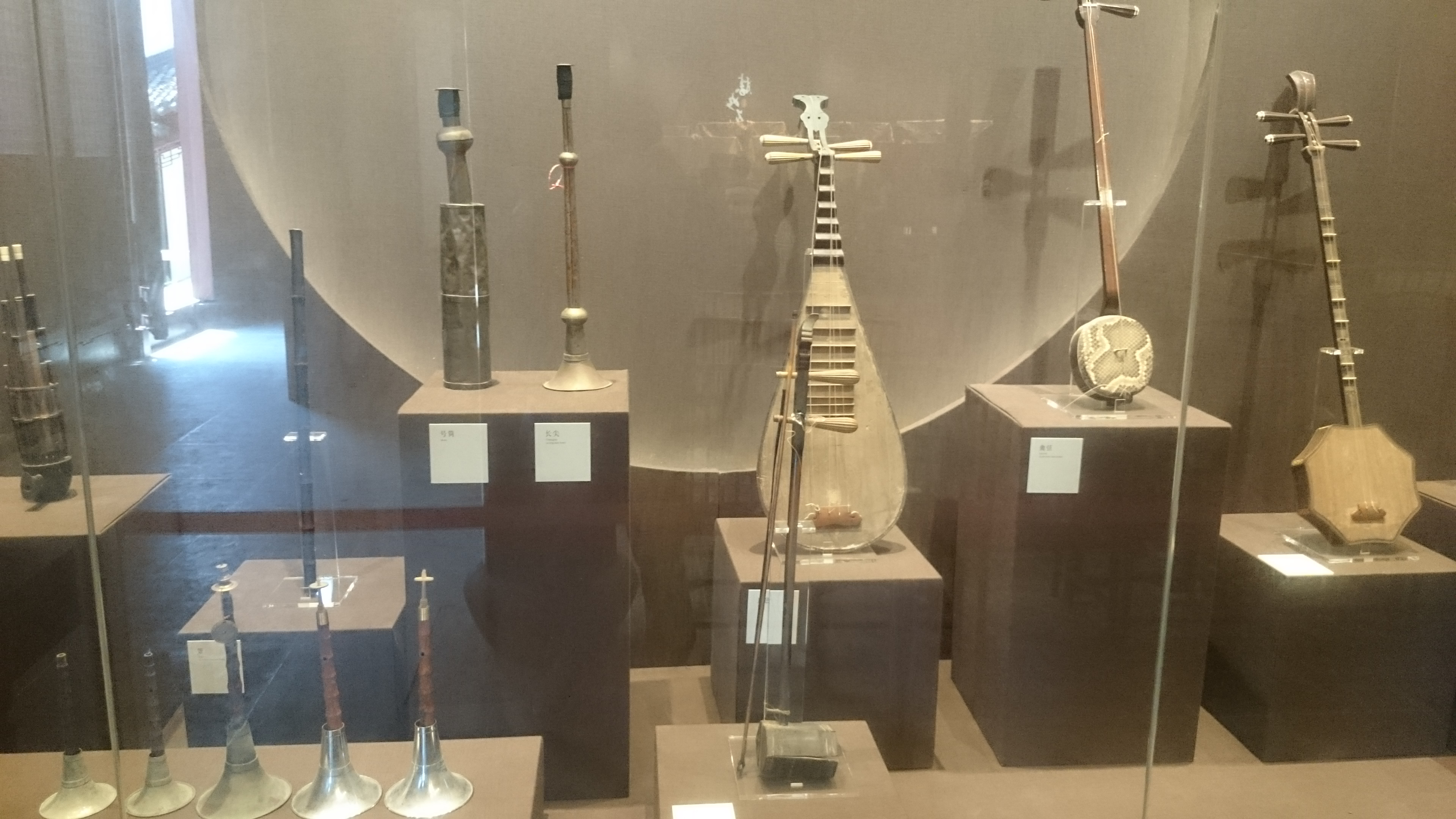
馆藏 昆曲演出乐曲（部分）

除展品展出外，昆博还致力于对昆曲曲谱进行编辑整理，已于2013年出版了《“含英咀华”昆谱集萃》（第一辑），共收录长年来演出较多较为著名的昆曲选折六十六出。

## 参观服务
中国昆曲博物馆每周二至周日开放（周一逢法定假日亦开放），对外免费参观。每周“昆剧星期专场”演出可购票欣赏。另还有不定期举办的昆曲相关讲座活动等。